# Злате Моравце
Злате Моравце (слч. Zlaté Moravce, мађ. Aranyosmarót) су град у Словачкој, који се налази у оквиру Њитранског краја, где је седиште истоименог округа Злате Моравце.

## Географија
Злате Моравце су смештене у средишњем делу државе. Главни град државе, Братислава, налази се 120 км западно од града.
Рељеф: Злате Моравце су се развиле на месту где равничарско тле крајњег северозапада Панонске низије прелази у област југозападних Татри, на приближно 200 m надморске висине. Подручје северно од града је брдско-планинско (планина Бенат), док се јужно пружа равничарско и валовито подручје.
Клима: Клима у Златим Моравцама је умерено континентална.
Воде: Кроз Злате Моравце протиче река Житава.

## Историја
Људска насеља на овом простору датирају још из праисторије. Насеље под данашњим именом први пут се спомиње 1113, као место насељено Словацима.
Крајем 1918. Злате Моравце су постале део новоосноване Чехословачке. У време комунизма град је нагло индустријализован, па је дошло до наглог повећања становништва. После осамостаљења Словачке град је постао њено значајно средиште, али је дошло до привредних тешкоћа у време транзиције.

## Становништво
| Година:    | 1994.  | 2004.    | 2014.    | 2024.   |
| ---------- | ------ | -------- | -------- | ------- |
| Број људи: | 15 694 | 13 554   | 11 855   | 11 762  |
| Разлика:   |        | -13,63 % | -12,53 % | -0,78 % |

| Година:    | 2023.  | 2024.   |
| ---------- | ------ | ------- |
| Број људи: | 11 803 | 11 762  |
| Разлика:   |        | -0,34 % |

Данас Злате Моравце имају око 13.000 становника и последњих година број становника полако опада.
Етнички састав: По попису из 2001. састав је следећи:
- Словаци - 97,1%,
- Чеси - 0,6%,
- остали.

Верски састав: По попису из 2001. састав је следећи:
- римокатолици - 82,5%,
- атеисти - 10,6%%,
- лутерани - 1,5%,
- остали.

## Галерија
- Римокатоличка Црква св. Архангела Михајла
- Здање банке
- Детаљ главног градског трга
- Дворац